# 維耶西泰

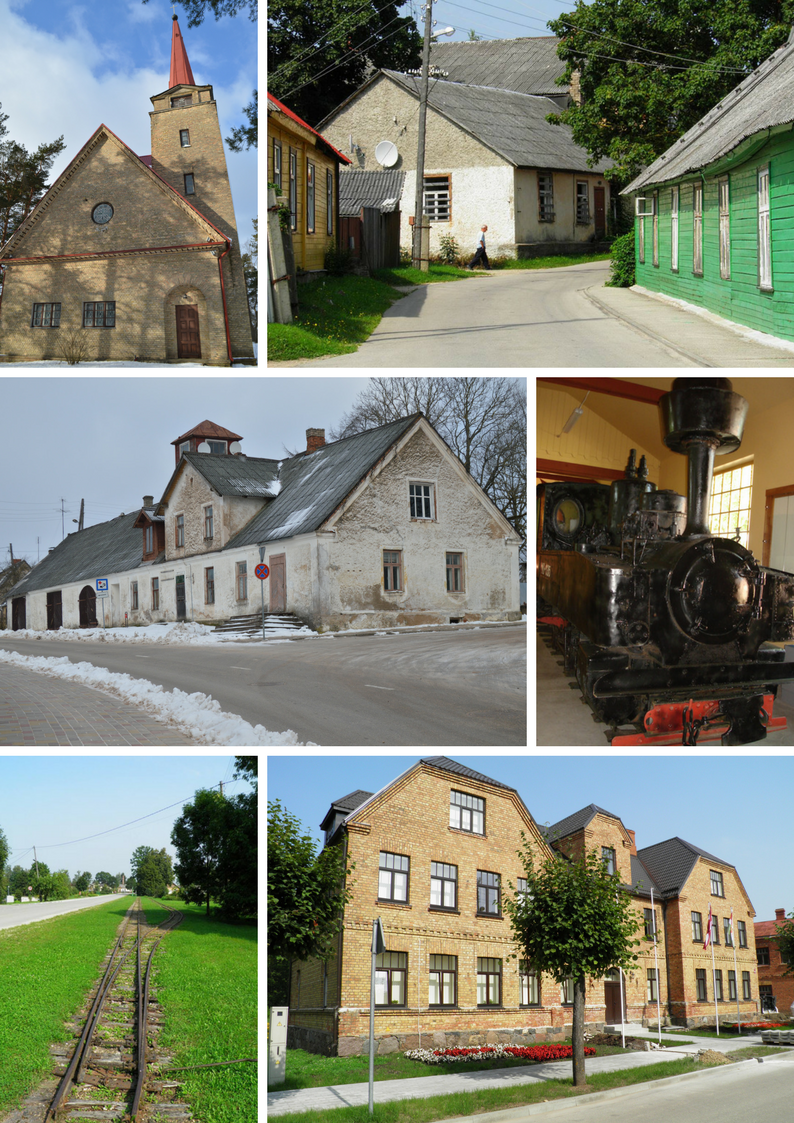
維耶西泰的风貌

維耶西泰是拉脫維亞葉卡布皮爾斯市鎮内的城鎮，位於該國東南部，距離首都里加143公里，海拔高度110米，面積2.3平方公里，2021年人口1,533。